# Callachy Hill
Der etwa 70 m hohe Callachy Hill nördlich von Fortrose und Rosemarkie in Ross-shire in den schottischen Highlands ist ein mehrfach ausgegrabener Cairn von etwa 15 m Durchmesser und 1,8 m Höhe, der am südwestlichen Ende des Gipfelplateaus liegt. 
Die Spuren der Grabungen sind immer noch deutlich sichtbar. 1883 entdeckte Colin MacKenzie in der Mitte des Cairns eine sehr kleine Steinkiste 0,75 m lang und 0,5 m breit und tief. Bei Ausgrabungen in den Jahren 1906 und 1907 wurden eine sekundäre Brandbestattung und das punktverzierte Randfragment einer Urne in der Nähe des Hügelrandes gefunden, das aber verloren gegangen ist. Auch von der Steinkiste sind keine Spuren erhalten.
In der Nähe wurde im frühen 19. Jahrhundert der Rosemarkie Stone gefunden, der rekonstruiert und im Groam House Museum in Rosemarkie ausgestellt ist.